# Diocese de Siguença-Guadalajara
A Diocese de Siguença-Guadalajara (em latim: Dioecesis Seguntinus-Guadalaiarensis) é uma diocese da Igreja Católica da Espanha, sediada nas cidades de Siguença e Guadalaxara na província de Guadalajara, comunidade autónoma de Castela-Mancha. Faz parte da Arquidiocese de Toledo. Foi fundada em 589 pelo Papa Pelágio II como Diocese de Siguença, e restaurada em 1121 pelo Papa Calisto II com o mesmo nome. Em 2022 contava com uma população católica de 239 692 fiéis, sendo 89,9% da população total, e tinha 198 paróquias.

## História
Em 589 o Papa Pelágio II funda a Diocese de Siguença, sendo suprimida em 810. Em 1121 o Papa Calisto II restaura a diocese com o mesmo nome. Em 1955 a Diocese de Siguença ganha parte dos territórios da Arquidiocese de Toledo e das dioceses de Cuenca e Teruel e Albarracín, em contrapartida perde parte do território para as dioceses de Taraçona, Osma e Segóvia. Em 1959, a Diocese de Siguença tem seu nome alterado para Diocese de Siguença-Guadalajara.

## Lista de bispos
A seguir uma lista de bispos da diocese desde sua restauração em 1121. Não se tem muito registro dos bispos anteriores a essa data.
|                                | Nome                                 | Período                        | Notas                                       |
| Bispos de Siguença-Guadalajara | Bispos de Siguença-Guadalajara       | Bispos de Siguença-Guadalajara | Bispos de Siguença-Guadalajara              |
| ------------------------------ | ------------------------------------ | ------------------------------ | ------------------------------------------- |
| 6º                             | Julián Ruiz Martorell                | 2023 - atual                   |                                             |
| 5º                             | Atilano Vicente Rodríguez Martínez   | 2011 - 2023                    |                                             |
| 4º                             | José Sánchez González                | 1991 - 2011                    |                                             |
| 3º                             | Jesús Pla Gandía                     | 1981 - 1991                    |                                             |
| 2º                             | Laureano Castán Lacoma               | 1964 - 1980                    | Renunciou                                   |
| 1º                             | Lorenzo Bereciartúa y Balerdi        | 1959 - 1963                    | Nomeado bispo de São Sebastião              |
| Bispos de Siguença             |                                      |                                |                                             |
| 81º                            | Lorenzo Bereciartúa y Balerdi        | 1955 - 1959                    | Nomeado bispo dessa diocese                 |
| 80º                            | Pablo Gúrpide Beope                  | 1951 - 1955                    | Nomeado bispo de Bilbau                     |
| 79º                            | Luis Alonso Muñoyerro                | 1944 - 1950                    | Nomeado arcebispo Militar da Espnha         |
| 78º                            | Eustaquio Nieto y Martín             | 1916 - 1936                    | Faleceu no cargo                            |
| 77º                            | Toribio Minguella y Arnedo, O.A.R.   | 1898 - 1916                    |                                             |
| 76º                            | José María Caparrós y López          | 1896 - 1897                    | Faleceu no cargo                            |
| 75º                            | Antonio Ochoa y Arenas               | 1879 - 1896                    | Faleceu no cargo                            |
| 74º                            | Manuel Gómez-Salazar                 | 1875 - 1878                    | Nomeado bispo de Málaga                     |
| 73º                            | Francisco de Paula Benavides         | 1879 - 1896                    | Renunciou                                   |
| 72º                            | Joaquín Fernández Cortina            | 1847 - 1854                    | Faleceu no cargo                            |
| 71º                            | Manuel Fraile García                 | 1819 - 1837                    | Faleceu no cargo                            |
| 70º                            | Pedro Inocencio Bejarano             | 1801 - 1818                    | Faleceu no cargo                            |
| 69º                            | Juan Díaz de La Guerra               | 1777 - 1800                    | Faleceu no cargo                            |
| 68º                            | Francisco Javier Delgado y Venegas   | 1768 - 1776                    | Nomeado arcebispo de Sevilha                |
| 67º                            | José Patricio de la Cuesta Velarde   | 1761 - 1768                    | Faleceu no cargo                            |
| 66º                            | Francisco Díaz Santos y Bullón       | 1750 - 1761                    | Nomeado arcebispo de Burgos                 |
| 65º                            | José García Fernández, O.F.M.        | 1726 - 1768                    | Faleceu no cargo                            |
| 64º                            | Juan Herrera                         | 1722 - 1726                    | Faleceu no cargo                            |
| 63º                            | Francisco Rodríguez Mendarozqueta    | 1714 - 1722                    | Faleceu no cargo                            |
| 62º                            | Francisco Alvarez de Quiñones        | 1698 - 1710                    | Faleceu no cargo                            |
| 61º                            | Juan Grande Santos de San Pedro      | 1692 - 1697                    | Faleceu no cargo                            |
| 60º                            | Baltasar Tomás Carbonell, O.P.       | 1677 - 1692                    | Faleceu no cargo                            |
| 59º                            | Pedro de Godoy, O.P.                 | 1672 - 1677                    | Faleceu no cargo                            |
| 58º                            | Frutos Bernardo Patón de Ayala       | 1669 - 1671                    | Faleceu no cargo                            |
| 57º                            | Andrés Bravo de Salamanca            | 1662 - 1668                    | Faleceu no cargo                            |
| 56º                            | Antonio Sarmiento de Luna y Enríquez | 1657 - 1661                    | Faleceu no cargo                            |
| 55º                            | Bartolomé Santos de Risoba           | 1649 - 1657                    | Faleceu no cargo                            |
| 54º                            | Pedro Tapia, O.P.                    | 1645 - 1649                    | Nomeado bispo de Córdova                    |
| 53º                            | Fernando Andrade Sotomayor           | 1640 - 1695                    | Nomeado arcebispo de Santiago de Compostela |
| 52º                            | Pedro González de Mendoza, O.F.M.    | 1623 - 1639                    | Faleceu no cargo                            |
| 51º                            | Francisco López de Mendoza           | 1622 - 1623                    | Faleceu no cargo                            |
| 50º                            | Sancho Dávila y Toledo               | 1615 - 1622                    | Nomeado bispo de Plasencia                  |
| 49º                            | Antonio Benegas Figueroa             | 1610 - 1614                    | Faleceu no cargo                            |
| 48º                            | Mateo Burgos Moraleja, O.F.M.        | 1606 - 1611                    | Faleceu no cargo                            |
| 47º                            | Lorenzo Figueroa Córdoba, O.P.       | 1579 - 1605                    | Faleceu no cargo                            |
| 46º                            | Juan Manuel de la Cerda              | 1574 - 1579                    | Renunciou                                   |
| 45º                            | Diego Espinosa Arévalo               | 1568 - 1572                    | Faleceu no cargo                            |
| 44º                            | Pedro La Gasca                       | 1561 - 1567                    | Faleceu no cargo                            |
| 43º                            | Francisco Manrique de Lara           | 1560 - 1560                    | Faleceu no cargo                            |
| 42º                            | Pedro Pacheco de Villena             | 1554 - 1560                    | Faleceu no cargo                            |
| 41º                            | Fernando Valdés                      | 1539 - 1546                    | Nomeado arcebispo de Sevilha                |
| 40º                            | García de Loaysa y Mendoza, O.P.     | 1532 - 1539                    | Nomeado arcebispo de Sevilha                |
| 39º                            | Fadrique de Portugal Noreña, O.S.B.  | 1519 - 1532                    | Nomeado arcebispo de Saragoça               |
| 38º                            | Bernardino López de Carvajal         | 1513 - 1519                    | Renunciou                                   |
| 37º                            | Bernardino López de Carvajal         | 1495 - 1511                    | Removido                                    |
| 36º                            | Pedro González de Mendoza            | 1467 - 1495                    | Faleceu no cargo                            |
| 35º                            | Juan de Mella                        | 1465 - 1467                    | Faleceu no cargo                            |
| 34º                            | Fernando Lujan                       | 1449 - 1465                    | Faleceu no cargo                            |
| 33º                            | Gonzalo de Santa Maria               | 1446 - 1448                    | Faleceu no cargo                            |
| 32º                            | Alfonso Carrillo de Acuña            | 1435 - 1446                    | Nomeado arcebispo de Toledo                 |
| 31º                            | Alfonso Carrillo de Albornoz         | 1422 - 1434                    | Faleceu no cargo                            |
| 30º                            | Pedro Fonseca                        | 1419 - 1422                    | Faleceu no cargo                            |
| 29º                            | Alfonso de Argüello, O.P.            | 1417 - 1419                    | Nomeado arcebispo de Saragoça               |
| 28º                            | Juan Gonzalez Fernandez de Illescas  | 1403 - 1415                    | Faleceu no cargo                            |
| 27º                            | Juan de Serrano                      | 1389 - 1402                    | Faleceu no cargo                            |
| 26º                            | Guillermo García Manrique            | 1388 - 1389                    | Nomeado bispo de Oviedo                     |
| 25º                            | Lope Rodrigo de Villalobos           | 1382 - 1386                    | Faleceu no cargo                            |
| 24º                            | Juan de Castromocho                  | 1381 - 1382                    | Nomeado bispo de Palência                   |
| 23º                            | Juan García Manrique                 | 1375 - 1381                    | Nomeado bispo de Burgos                     |
| 22º                            | João                                 | 1361 - 1375                    | Faleceu no cargo                            |
| 21º                            | Juan de Valderas                     | 1358 - 1361                    | Nomeado bispo de Burgos                     |
| 20º                            | Pedro Gómez Barroso                  | 1348 - 1358                    | Nomeado bispo de Coimbra                    |
| 19º                            | Gonzalo Aguilar Hinojosa             | 1342 - 1348                    | Nomeado arcebispo de Santiago de Compostela |
| 18º                            | Blasco Dávila                        | 1340 - 1341                    | Faleceu no cargo                            |
| 17º                            | Pedro                                | 1335 - 1342                    | Nomeado bispo de Palência                   |
| 16º                            | Alonso Pérez de Zamora, O.P.         | 1329                           | Nomeado                                     |
| 15º                            | Arnaldo                              | 1326 - 1328                    | Faleceu no cargo                            |
| 14º                            | Simón Girón de Cisneros              | 1301 - 1326                    | Faleceu no cargo                            |
| 13º                            | João                                 | 1300                           | Nomeado                                     |
| 12º                            | García Martínez                      | 1288                           | Nomeado                                     |
| 11º                            | Gundisalvus                          | 1286 - 1288                    | Faleceu no cargo                            |
| 10º                            | Martín Gómez                         | 1275                           | Nomeado                                     |
| 9º                             | Lope Díaz de Haro                    | 1269 - 1271                    | Faleceu no cargo                            |
| 8º                             | Rodrigo                              | 1192 - 1218                    | Faleceu no cargo                            |
| 7º                             | Martín de Finojosa                   | 1191 - 1292                    | Renunciou                                   |
| 6º                             | Martín López de Pisuerga             | 1186 - 1191                    | Nomeado arcebispo de Toledo                 |
| 5º                             | Arderico                             | 1178 - 1184                    | Nomeado bispo de Palência                   |
| 4º                             | Joscelmo Adelida                     | 1168 - 1177                    | Faleceu no cargo                            |
| 3º                             | Cerebruno de Poitiers                | 1157 - 1166                    | Nomeado arcebispo de Toledo                 |
| 2º                             | Pedro de Leucata                     | 1152 - 1156                    | Faleceu no cargo                            |
| 1º                             | Bernardo de Agen                     | 1121 - 1152                    | Faleceu no cargo                            |